# Руво дел Монте
Руво дел Монте (итал. Ruvo del Monte) је насеље у Италији у округу Потенца, региону Базиликата.
Према процени из 2011. у насељу је живело 920 становника. Насеље се налази на надморској висини од 628 м.

## Становништво
Према резултатима пописа становништва 2011. у општини је живело 1.099 становника.
| 1931. | 1936. | 1951. | 1961. | 1971. | 1981. | 1991. | 2001. | 2011. |
| ----- | ----- | ----- | ----- | ----- | ----- | ----- | ----- | ----- |
| 2.455 | 2.687 | 3.121 | 2.855 | 1.883 | 1.864 | 1.453 | 1.262 | 1.099 |